# Liste de fromages russes
La Russie est productrice de fromages à grande échelle ; cette liste non exhaustive comprend les fromages dont la recette est uniquement originaire du pays :
- Korall : fromage à pâte fondue au goût de crevette dont la fabrication remonte à l'époque de l'URSS
- Kostroma : fromage de lait de vache à pâte non cuite, à 45 % de matière grasse minimum, dont la fabrication remonte au milieu du XIXe siècle,
- Pochekhonié : fromage de lait de vache à pâte cuite, à 45 % de matière grasse, répandu à grande échelle à partir de 1960
- Omitchka :
- Sovietsky : fromage de l'Altaï au lait de vache pasteurisé, fort répandu depuis les années 1930
- Fromage tcherkesse (ou adyguéen), fromage traditionnel au lait de vache pasteurisé
- Tvorog : fromage frais caillé sans présure